# Orange County SC
Orange County SC is een Amerikaanse voetbalclub uit Irvine (Orange County), een voorstad van Los Angeles (Californië).
De club werd in november 2010 opgericht als Los Angeles Blues FC en speelde in 2011 voor het eerst in de International Division van de USL Pro. De club is ontstaan uit de LA Blues organisatie waartoe ook vrouwenvoetbalclub Pali Blues behoort en die al op amateurniveau in Los Angeles speelde. Het onder 23 team komt uit in de USL Premier Development League spelen. Tot 2013 was het Titan Stadium in Fullerton de thuisbasis, vanaf 2014 speelt de club in het Anteater Stadium in Irvine en nam de naam Orange County Blues FC aan. In januari 2017 werd de naam gewijzigd in Orange County Soccer Club toen de club een partnerschap aanging met Los Angeles FC.
Van februari 2023 tot januari 2024 had Orange County SC een samenwerking met Feyenoord. De club uit Californië werkte met Feyenoord onder meer samen op het gebied van talentontwikkeling, scouting en innovatie. Voetballer Korede Osundina maakte de overstap van Californië naar Rotterdam.

## Bekende (ex-)spelers
- Thomas Enevoldsen
- Matthew Fondy
- Maykel Galindo
- Brenton Griffiths
- Jos Hooiveld
- Andrew Jean-Baptiste
- Patrick McLain
- Roy Meeus
- Sean Okoli
- Frank Olijve
- Denzel Slager
- Kwame Watson-Siriboe
- Jerry van Wolfgang
- Korede Osundina